# Marc Detton

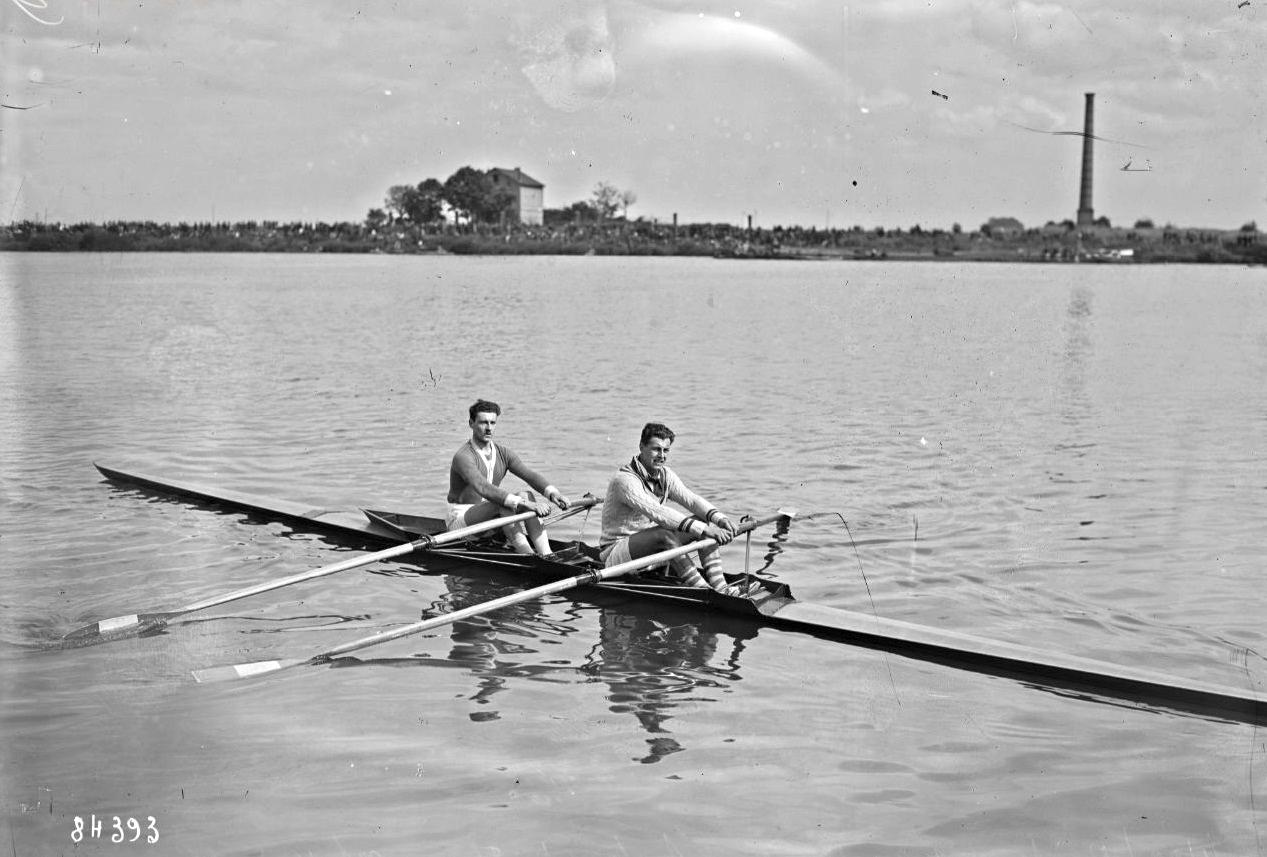
Marc Detton (links) und Jean-Pierre Stock 1923 als Sieger der Regatta von Argenteuil

Marc Pierre Detton (* 20. Februar 1901 in Thorigny-sur-Marne; † 24. Januar 1977 in Paris) war ein französischer Ruderer, der 1924 Olympiazweiter im Doppelzweier wurde.

## Sportliche Karriere
Detton ruderte für die Société d'Encouragement du Sport Nautique in Nogent-sur-Marne. Bei den Olympischen Spielen 1924 in Paris trat er im Einer und zusammen mit Jean-Pierre Stock im Doppelzweier an. Im Einer belegte er im Vorlauf den zweiten Platz hinter dem Australier Arthur Bull. Im Hoffnungslauf war er Zweiter hinter dem Briten Jack Beresford und schied damit aus. Im Doppelzweier belegten Detton und Stock im Vorlauf den zweiten Platz hinter Paul Costello und John B. Kelly aus den Vereinigten Staaten. Im Finale gewannen die Amerikaner mit vier Sekunden Vorsprung vor den Franzosen. Etwa zehn Längen hinter den Franzosen gewannen die Schweizer Rudolf Bosshard und Heinrich Thoma die Bronzemedaille.
Bei den Europameisterschaften 1922 war Detton Dritter im Einer hinter Rudolf Bosshard und dem Belgier Félix Taymans, zwei Jahre später gewann er hinter dem Schweizer Josef Schneider die Silbermedaille. Im Doppelzweier siegten Detton und Stock bei den Europameisterschaften 1925 vor den Schweizern Rudolf Bosshard und Max Schmid. Detton war im Einer auch mindestens einmal französischer Meister.